# Trionymus internodii
Trionymus internodii är en insektsart som först beskrevs av Hall 1923.  Trionymus internodii ingår i släktet Trionymus och familjen ullsköldlöss. Inga underarter finns listade i Catalogue of Life.